# Raphael Georg Kiesewetter
Raphael Georg Kiesewetter, Edler von Wiesenbrunn (ur. 29 sierpnia 1773 w Holešovie, zm. 1 stycznia 1850 w Baden bei Wien) – austriacki muzykolog.

## Życiorys
Był synem lekarza Aloisa Ferdinanda Kiesewettera. Jako dziecko uczył się gry na fortepianie, flecie, fagocie i gitarze. Był uczniem Johanna Georga Albrechtsbergera. Początkowo studiował prawo i filozofię w Ołomuńcu i Wiedniu, porzucił jednak studia i podjął pracę jako urzędnik państwowy. W latach 1794–1801 był pracownikiem kancelarii w kwaterze głównej armii austriackiej w Schwetzingen i Heidelbergu. Od 1801 do 1845 roku pracował w dworskiej radzie wojennej w Wiedniu, gdzie uzyskał tytuł radcy dworu. W 1843 roku otrzymał tytuł szlachecki.
Uczestniczył w życiu artystycznym Wiednia, występując jako instrumentalista i śpiewak (bas). Organizował w swoim domu koncerty muzyki historycznej, w trakcie których grano dzieła niemieckich i włoskich twórców okresu baroku. W 1830 roku na jednym z tych koncertów gościł Fryderyk Chopin. Zgromadził bogatą kolekcję muzykaliów, obejmującą ponad 1200 tomów utworów przeszło 500 kompozytorów z okresu od X do XVIII wieku. Uczestniczył w pracach wiedeńskiego Gesellschaft der Musikfreunde, w latach 1821–1843 był jego wiceprezesem. Był zwolennikiem historyzmu w muzyce, angażował się w działalność ruchu cecyliańskiego. Jego dorobek naukowy obejmuje monografie, prace syntetyczne, a także recenzje i polemiki. Zajmował się szczególnie problematyką ewolucji historycznej polifonii wokalnej w średniowieczu i renesansie, był pionierem w zakresie zainteresowania problematyką praktyki wykonawczej muzyki dawnej. Napisał także pracę poświęconą muzyce arabskiej.
Był wujem Augusta Wilhelma Ambrosa.

## Ważniejsze prace
(na podstawie materiałów źródłowych)
- Die Verdienste der Niederländer um die Tonkunst (Wiedeń 1828)
- Geschichte der europäisch- abendländischen oder unserer heutigen Musik (Lipsk 1834, 2. wyd. 1846)
- Über die Musik der neuern Griechen, nebst freien Gedanken über altägyptische und altgriechische Musik (Lipsk 1838)
- Guido von Arezzo: Sein Leben und Wirken (Lipsk 1840)
- Schicksale und Beschaffenheit des weltlichen Gesangs vom frühen Mittelalter bis zur Erfindung des dramatischen Styles und den Anfängen der Oper (Lipsk 1841)
- Die Musik der Araber nach Originalquellen (Lipsk 1842)
- Der neuen Aristoxener zerstreute Aufsätze über das Irrige der musikalischen Arithmetik und das Eitle ihrer Temperaturrechnungen (Lipsk 1846)
- Catalog der Sammlung alter Musik des K. K. Hofrathes Raphael Georg Kiesewetter Edlen von Wiesenbrunn in Wien (Wiedeń 1847)
- Gallerie der alten Contrapunctisten: Eine Auswahl aus ihren Werken in verständlichen Partituren (Wiedeń 1847)
- Über die Octave des Pythagoras (Wiedeń 1848)